# Puebla del Príncipe (kommunhuvudort)
Puebla del Príncipe är en kommunhuvudort i Spanien.   Den ligger i provinsen Provincia de Ciudad Real och regionen Kastilien-La Mancha, i den centrala delen av landet, 220 km söder om huvudstaden Madrid. Puebla del Príncipe ligger 940 meter över havet och antalet invånare är 953.
Terrängen runt Puebla del Príncipe är platt åt nordväst, men åt sydost är den kuperad. Runt Puebla del Príncipe är det glesbefolkat, med 15 invånare per kvadratkilometer. Närmaste större samhälle är Montiel, 15,4 km norr om Puebla del Príncipe. Omgivningarna runt Puebla del Príncipe är i huvudsak ett öppet busklandskap.